# リバーデイル

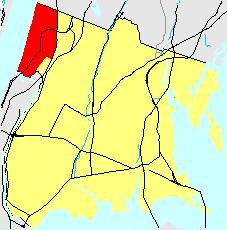
リバーデイルの位置

リバーデイル（Riverdale）は、アメリカ合衆国ニューヨーク州ニューヨーク市ブロンクス区の北西部に位置する地区。マンハッタンの北、ヨンカーズ市の南に隣接する。西にはハドソン川が流れている。2000年の国勢調査の結果では、この地区の人口は約45,000人であった。インナーシティの代表格のひとつであるブロンクスにおいて、面積約8km²ほどのこの地区のみは中流以上の家庭が多く住んでいる。そのため行政区分的にはブロンクスの8区とされながらも、実際にはニューヨークの北の郊外都市の様相を呈している。
リバーデイル地区には1950年代から1960年代にかけて建てられたアパートから、20世紀初期に建てられたジョージア調やチューダー・リバイバル調の一軒家まで多彩な様式の住居用建築物が建っている。2005-07年にかけては、リバーデイルの中央部で建設ブームが起こり、中高層のコンドミニアムが数多く建てられた。ハドソン川を望む西側の地区は豪邸が集まっており、エステート・エリア（Estate Area）と呼ばれている。エステート・エリアには植物園と野外アートギャラリーを兼ねたウェーブ・ヒル（Wave Hill）が立地している。
リバーデイルの地元情報を扱う紙ベースのメディアとしては、リバーデイル・プレス（Riverdale Press）とリバーデイル・レビュー（Riverdale Review）という週刊の新聞2紙がある。
裕福な地区であるリバーデイルの教育水準は高い。リバーデイルには私立学校3校があり、カトリック系の私立大学2校がキャンパスを構えている。地区内の公立学校は小学校2校、中高一貫校1校がある。しかし、リバーデイルに住む生徒の多くは理系教育に特化し、入試を課すブロンクス科学高校やジョン・F・ケネディ高校（John F. Kennedy High School）といった、近隣にある教育レベルの高い高校に通っている。このほか、ユダヤ教系の全日制私立学校であるSARアカデミー（SAR Academy）もリバーデイルに校舎を置いている。
ニューヨーク市地下鉄の1番線はリバーデイルのすぐ東側、キングスブリッジ地区を通っている。メトロ・ノース鉄道のハドソン線の通勤電車はリバーデイルの西端、ハドソン川沿いを走っている。地区内にあるスプイテン・デュイビル駅（Spuyten Duyvil）からマンハッタンのグランドセントラル駅までの所要時間は22分である。また、地区内からは市バスの急行路線でもマンハッタンに行ける。ヘンリー・ハドソン・パークウェイ（Henry Hudson Parkway）はこの地区を通っている高速道路で、車でマンハッタンに向かうときはこれを利用することになる。
リバーデイルには2つの郵便番号が割り当てられている。10471はリバーデイルにのみ割り振られている。10463はリバーデイルのほか、東隣のキングスブリッジ地区やマーブルヒル地区にもまたがっている。
リバーデイルには大規模なユダヤ系やアイルランド系のコミュニティがある。ユダヤ教徒の人口が増えていくにつれて、ユダヤ教の教えに従った「清浄な」食物を扱うレストランや食料品店が増えてきている。このほか、リバーデイルにはドイツ系や韓国系の住民も多く住んでいる。
リバーデイルに建つ豪邸の外観はよく映画にも出てくる。中でも最も有名なものは、ゴッドファーザーに出てきたコーレオン・ハウス（Corleone House）の外観である。この豪邸はインディペンデンス通り沿い、ウェーブ・ヒルの真向かいに建っている。ブロードウェイに建つドーニー・アンド・マローンズ・タバン（Dorney and Malone's Tavern）はユマ・サーマン主演の恋愛映画、The Accidental Husband（2007年公開予定、邦題未定）の撮影で使われた。